# Torre Pellice
Torre Pellice – miejscowość i gmina we Włoszech, w regionie Piemont, w prowincji Turyn. W pobliżu miasta, w 1532 r. odbył się synod waldensów. W Torre Pellice pochowany jest Edwin Jędrkiewicz. Według danych z 2021 r. gminę zamieszkiwało 4520 osób.